# Джембе
Дже́мбе — західноафриканський барабан у формі кубка з відкритим вузьким низом і широким верхом, на який натягнено мембрану зі шкіри — найчастіше козячої. За формою належить до так званих барабанів у формі кубка, за звукоутворенням — до мембранофонів. Грають на джембе руками. З часу свого «відкриття» для світу він став дуже відомим.

## Історія
Джембе — традиційний інструмент Малі. Він набув широкого поширення завдяки утворенню в XIII столітті сильної держави Малі, звідки джембе проник на територію всієї Західної Африки — в Сенеґал, Ґвінею, на Берег Слонової Кістки тощо. Проте у світі барабан став відомим лише в 1940-і рр завдяки виступам гурту Les Ballets Africains. У наступні роки інтерес до джембе швидко і сильно зростав; зараз цей інструмент є дуже популярним, його використовують у багатьох музичних колективах.
Навіть сьогодні в деяких віддалених регіонах джембе можуть використовувати для передачі повідомлень на відстані або замість дзвонів, скликаючи людей до церкви.

## Будова
Джембе виготовляють лише з цілісного шматка дерева. Існує схожий вид барабана, який роблять із клеєних смуг дерева — він називається ашико. Мембрана найчастіше виготовляють із козячої шкіри; трохи рідше трапляється шкура антилопи, зебри, оленя чи корови. Середня висота — близько 60 см, середній діаметр мембрани — 30 см. Силу натягу шкіри регулюють за допомогою мотузки (часто пропущеної через металеві кільця) або ж спеціальними затискачами; корпус іноді прикрашають різьбленням або розписом. Завдяки кубкоподібній формі виникає ефект резонансу Гельмгольца, що забезпечує глибокий і гучний бас.
Існує багато думок про вплив на якість звука твердості порід дерева чи способу обробки шкіри для мембрани. Втім немає даних про якісь об'єктивні дослідження з цього приводу, тож будь-які висновки можуть бути лише відносно правдивими.

## Техніка гри
Грають на джембе двома руками. Основних звуків є три: низький удар (бас), високий (тон) і дзвінкий удар (слеп). Під час гри барабан підвішують спеціальним ременем або кладуть на особливу стійку. Часто на джембе грають сидячи, при чому барабан затискають між ногами. Дехто просто сідає на інструмент, що лежить на землі, проте такий варіант може спричини пошкодження інструмента під тиском ваги людини. 
Часто до джембе прикріплюють кесінґ — спеціальні пластини з алюмінію у формі листа. Краї перфоровано і забезпечено кільцями, які побрязкують при грі. Цей аксесуар створює сухий шумовий ефект під час гри.
Гра на джембе вимагає вмілого чергування фокусування і розсіювання сили удару рукою: для високого і низького ударів необхідно вдарити напруженою кистю, для дзвінкого — розслабленою. Традиційні ритми грають долонями; деякі виконавці привносять гру пальцями з використанням перекатів, тертя мембрани, клацань тощо.

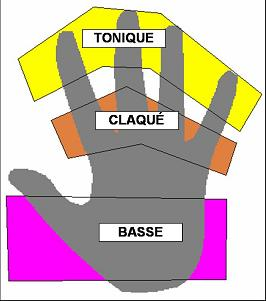
Місця удару на долоні: • дзвінкий • високий • басовий.
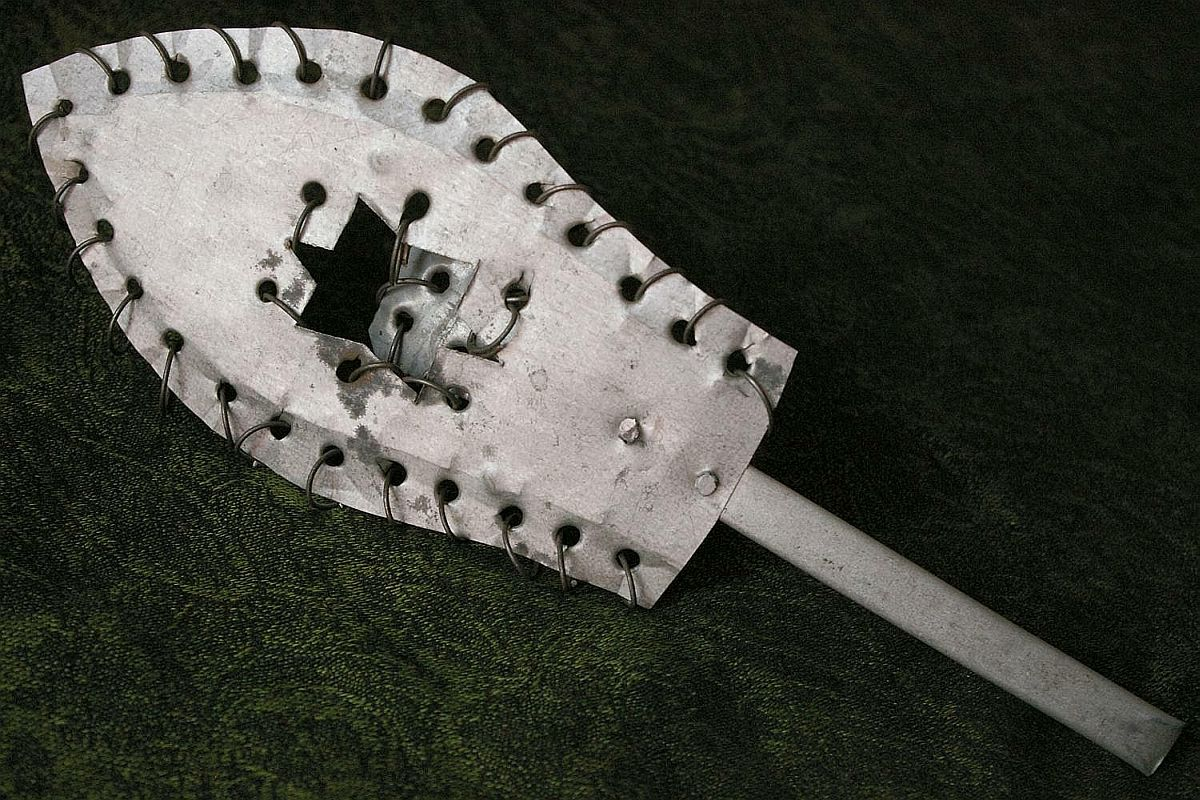
Кесінґ.
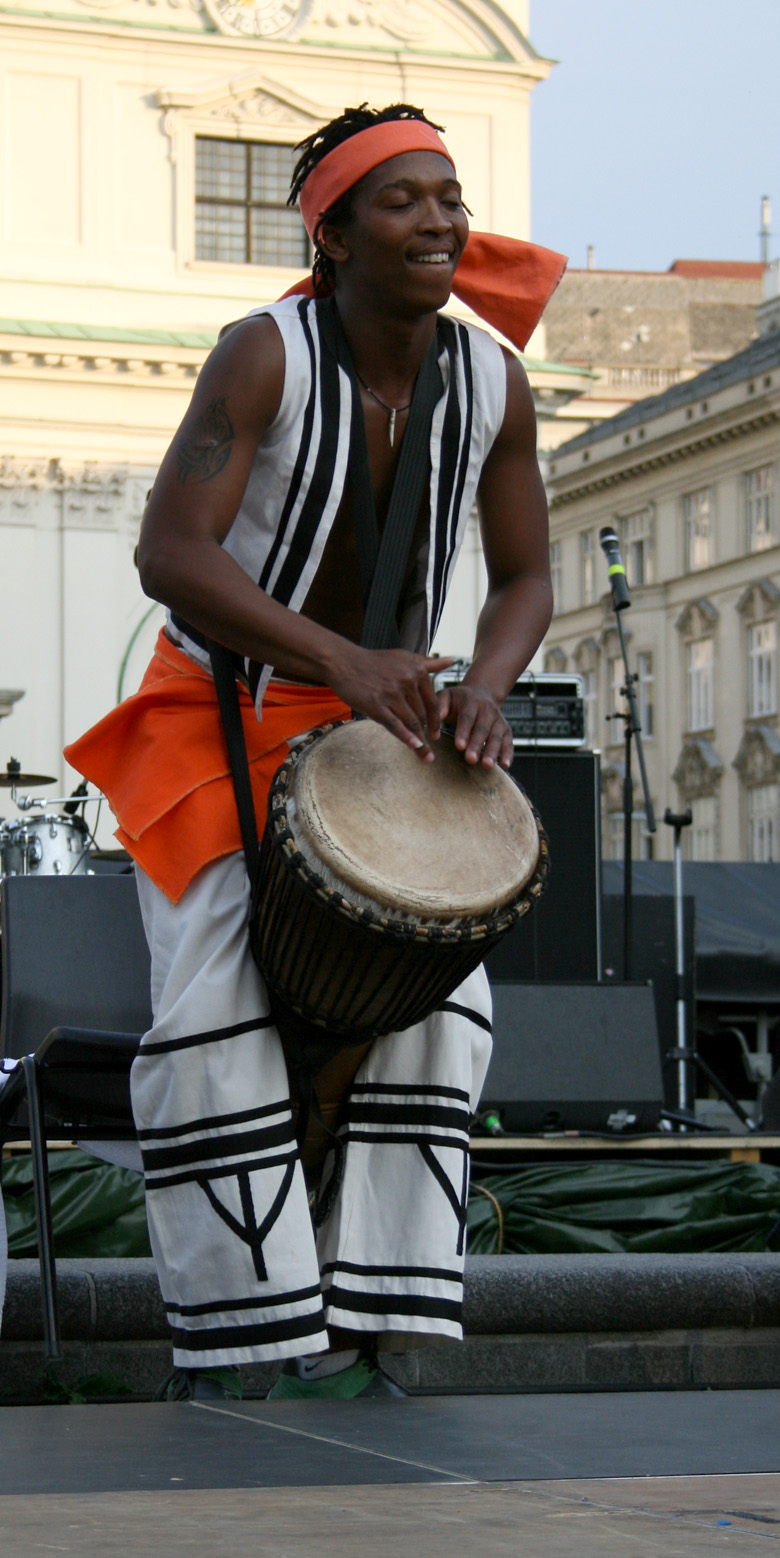
Музикант грає на джембе.